# Riks-SOM
Riks-SOM en sedan 1986 årlig riksrepresentativ enkätundersökning som genomförs av SOM-institutet vid Göteborgs universitet. Undersökningen har vuxit i omfattning under åren, och gick 2016 ut till ett slumpmässigt urval om 20 400 personer. Sedan 1998 är frågeformuläret uppdelat i två eller fler delar, editioner, med individuella teman som samhälle, ekonomi, politik och massmedia.